# Puente de la Oficina de Correos
El puente de la Oficina de Correos (en ruso: Почтамтский мост, Pochtamtski most) es una pasarela peatonal que cruza el río Moika en San Petersburgo, Rusia. Se encuentra cerca del edificio central de Correos, del que toma el nombre. Desde el punto de vista estructural, es un puente de cadenas de un solo vano de 35 m de luz.

## Imágenes
|  |  |

## Historia
El puente fue construido en 1823-1824 según los diseños de los arquitectos Wilhelm von Traitteur y Christianovich como un puente peatonal suspendido por cadenas. No muy lejos del puente se encuentra el palacio Moika, donde residió el arquitecto Auguste de Montferrand durante los años de la construcción de la Catedral de San Isaac. Hoy solo quedan tres puentes de este tipo en San Petersburgo, los otros dos son el puente de los Cuatro Leones y el puente del Banco. Con el paso del tiempo, la estructura se volvió inestable, y se rediseñó en 1936 colocando el soporte adicional por debajo, de modo que las cadenas se convirtieron en una mera decoración. En 1981-1983 el puente fue reconstruido una vez más y restaurado como puente suspendido.